# L.A.'s Finest
L.A.'s Finest è una serie televisiva statunitense ideata da Brandon Margolis e Brandon Sonnier e basata sul franchise di Bad Boys.
Distribuita dal 13 maggio 2019 al 9 settembre 2020, è la prima del servizio via cavo Spectrum.

## Trama
La serie segue Sydney Burnett, che è stata vista per l'ultima volta a Miami, dopo aver abbattuto un cartello della droga. Ora ha lasciato il suo passato complicato alle spalle per diventare un detective della polizia di Los Angeles. Accoppiata con un nuovo partner, Nancy McKenna, una mamma lavoratrice con un passato altrettanto complesso, Burnett è spinta a esaminare se il suo stile di vita impenitente potrebbe mascherare un segreto personale più grande. Queste due donne non vanno molto d'accordo, ma trovano un terreno comune quando si tratta di affrontare i criminali più pericolosi di Los Angeles.

## Episodi
| Stagione         | Episodi | Pubblicazione USA | Prima TV Italia |
| ---------------- | ------- | ----------------- | --------------- |
| Prima stagione   | 13      | 2019              | 2020            |
| Seconda stagione | 13      | 2020              | 2021            |

## Personaggi e interpreti

### Personaggi principali
- Sydney "Syd" Burnett, interpretata da Gabrielle Union, doppiata da Francesca Fiorentini: agente della LAPD, nuova partner sul lavoro di Nancy. È la sorella di Marcus Burnett, personaggio della saga cinematografica Bad Boys.
- Nancy McKenna, interpretata da Jessica Alba, doppiata da Stella Musy: agente della LAPD, nuova partner sul lavoro di Syd.
- Joseph Vaughn Burnett, interpretato da Ernie Hudson, doppiato da Paolo Marchese: padre di Syd.
- Ben Walker, interpretato da Zach Gilford, doppiato da Luca Mannocci: detective che collabora alla LAPD.
- Ben Baines, interpretato da Duane Martin, doppiato da Gianfranco Miranda. detective che collabora alla LAPD.
- Patrick McKenna, interpretato da Ryan McPartlin, doppiato da Stefano Crescentini: compagno di Nancy.
- Isabel McKenna, interpretata da Sophie Reynolds, doppiata da Giulia Franceschetti: figliastra adolescente di Nancy.

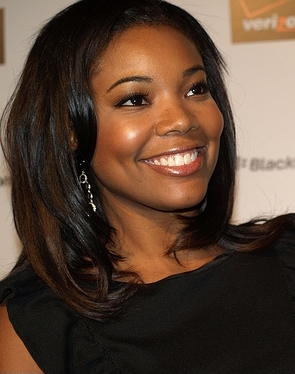
Gabrielle Union
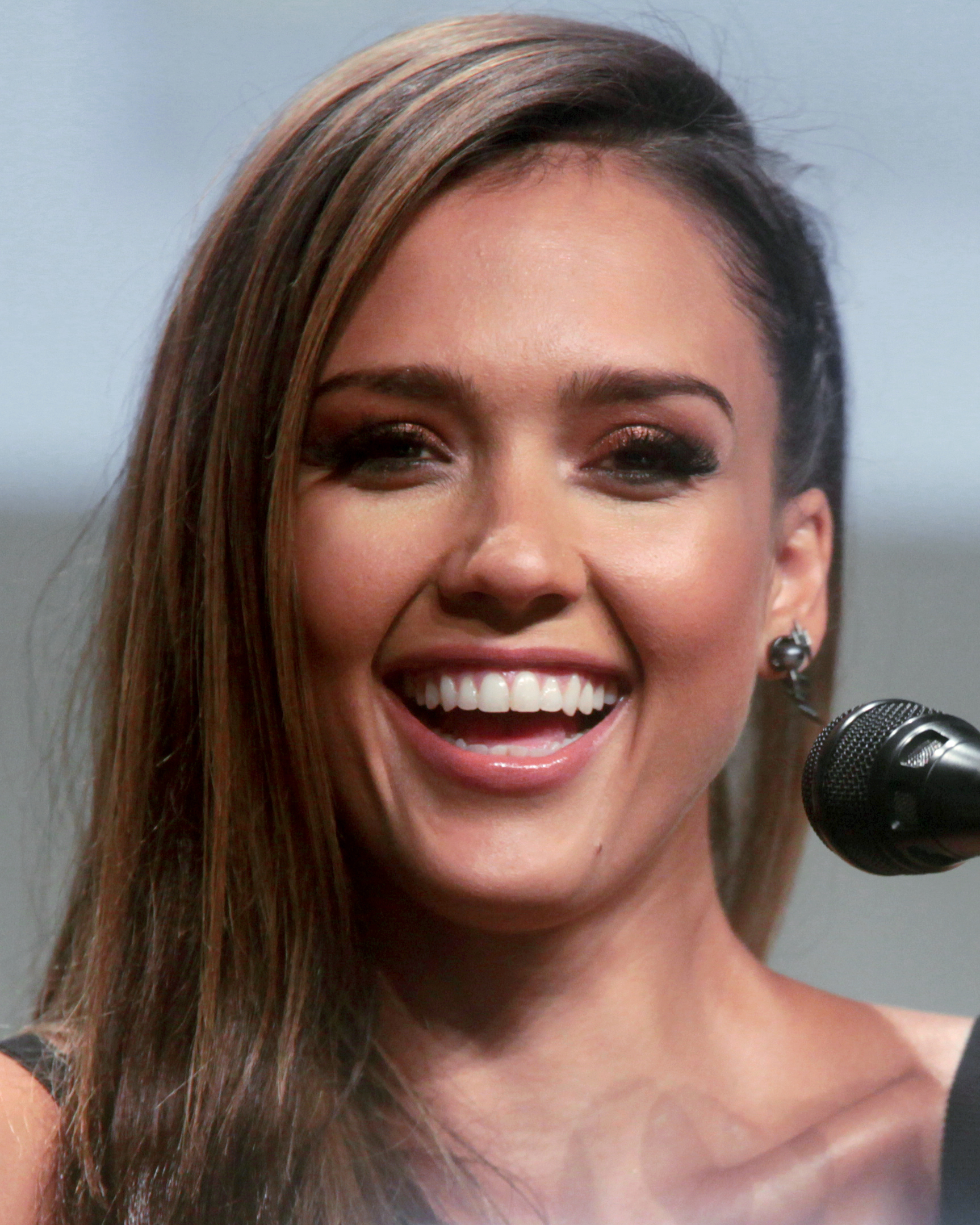
Jessica Alba
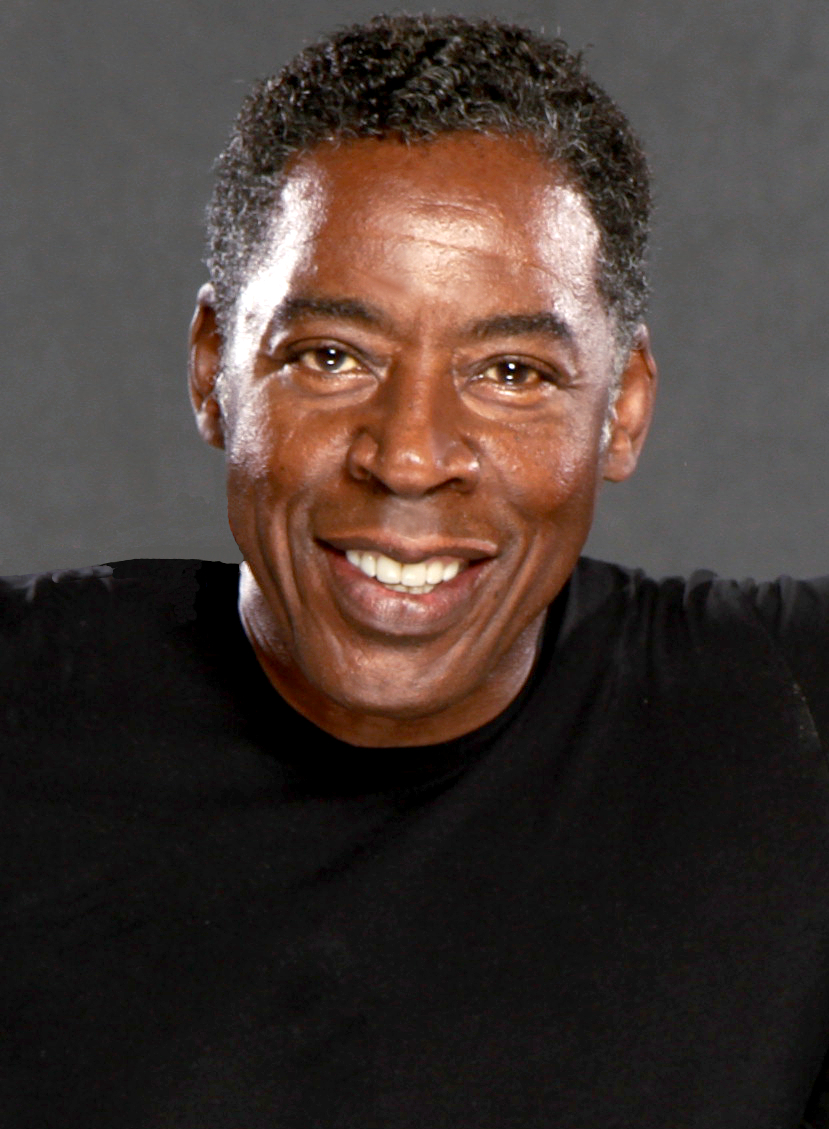
Ernie Hudson
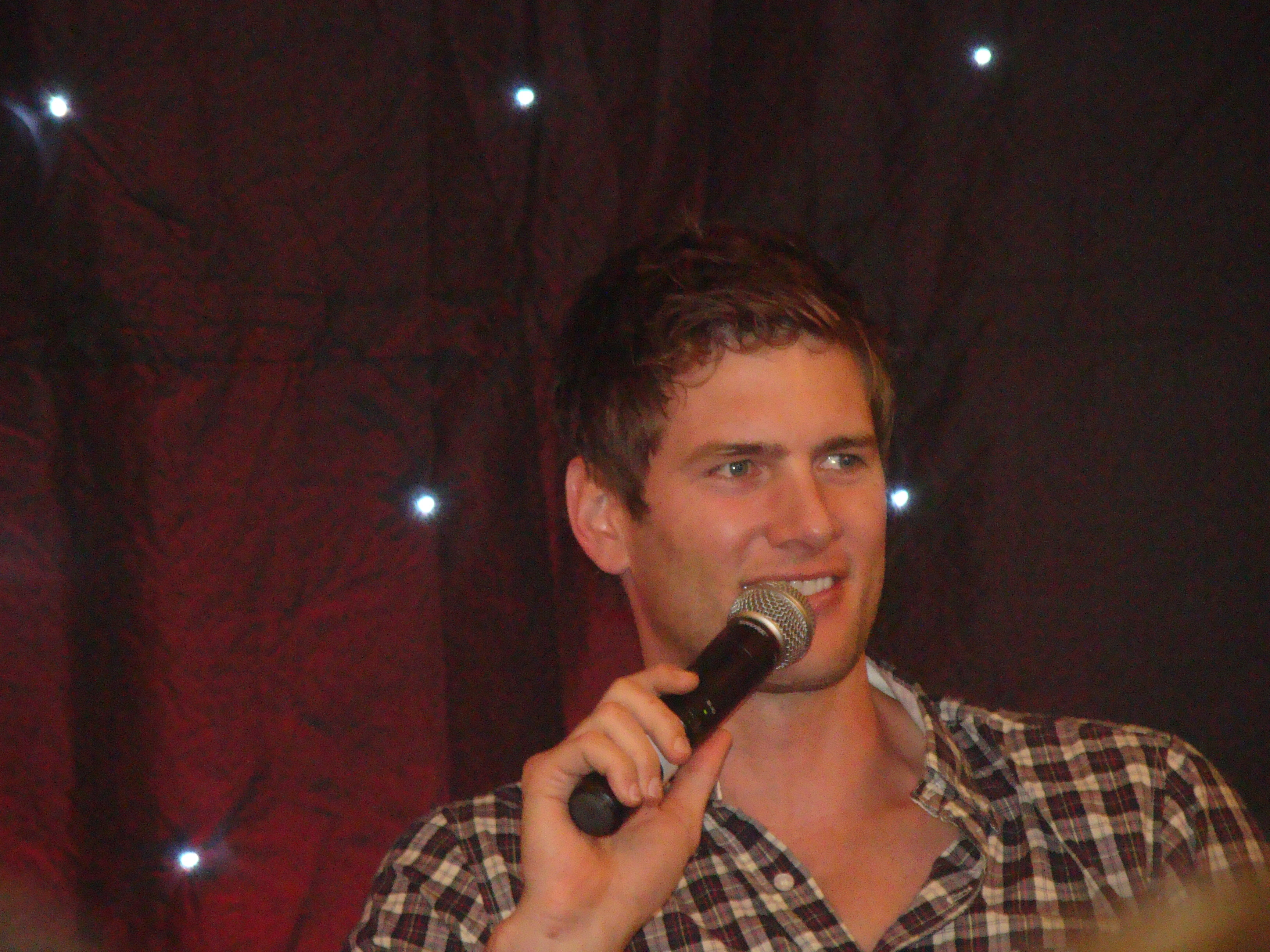
Ryan McPartlin
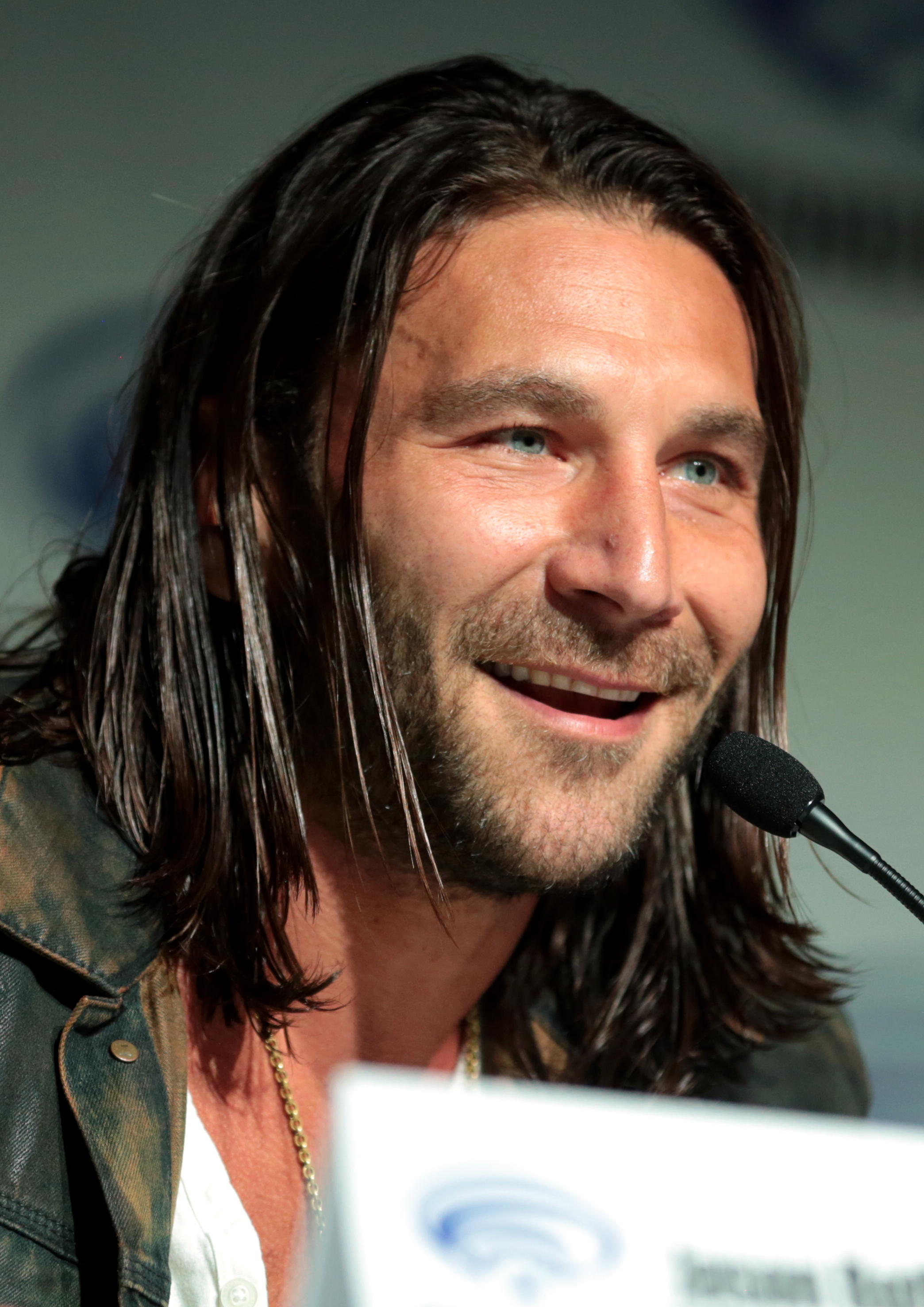
Zach McGowan

### Personaggi ricorrenti
- Dante Sherman (stagione 1), interpretato da Barry Sloane, doppiato da Marco Vivio: fratello di Ray, vecchia conoscenza di Nancy.
- Arlo Bates (stagione 1), interpretato da Jordan Rodrigues: uomo che lavora per Gabriel Knox.
- Carlene Hart (stagione 1), interpretata da Rebecca Budig, doppiata da Emanuela D'Amico: donna che lavora nel traffico di droga di Gabriel Knox.
- Warren Hendrix (stagione 1), interpretato da Laz Alonso: ex collega di Syd e suo amante.
- Justice Baines (stagione 1), interpretato da Curtis Harris: figlio di Ben Baines e amico di Isabel.
- Bishop Duvall (stagione 1), interpretato da Jake Busey: un signore della droga
- Tenente Jason Calloway, interpretato da David Fumero, doppiato da Riccardo Scarafoni: collega di Syd e tenente alla LAPD.
- Jen, interpretata da Sabina Gadecki: prostituta con la quale Syd instaura un legame
- Fletcher, interpretato da John Salley: informatico e hacker amico di Syd.
- Letti Ramirez, interpretata da Ciara Wilson, doppiata da Serena Sigismondo: amica di Isabel.
- Nathan Baker (stagione 2), interpretato da Adam Rose, doppiato da Gabriele Lopez.
- Faith Baines (stagione 2), interpretata da Kelly Rowland: moglie di Baines
- Emma Mitchell (stagione 2), interpretata da Taylor Black, doppiata da Eleonora Reti.
- Malcolm Ward (stagione 2), interpretato da Beau Knapp, doppiato da Flavio Aquilone.

### Guest
- Ray Sherman (ep.1x1, 1x3), interpretato da Zach McGowan, doppiato da Christian Iansante: fratello di Dante, ha un night in cui avvengono attività criminali.
- Katherine Vaughn Miller (ep.1x6, 1x7, 1x8), interpretata da Tamala Jones: impiegata in una gioielleria, la quale viene presa di mira da Arlo.
- Michael Alber (ep. 1x1, 1x13), interpretato da Eddie Cahill: direttore del DEA Special Operations.
- Gloria Walker (ep. 2x4, 2x8), interpretata da Sharon Lawrence.
- Angela Turner (ep. 2x4, 2x5, 2x6), interpretata da Kelly Hu, doppiata da Sabrina Duranti
- Lt. Marshawn Davis (ep. 2x11, 2x12, 2x13), interpretato da Orlando Jones.

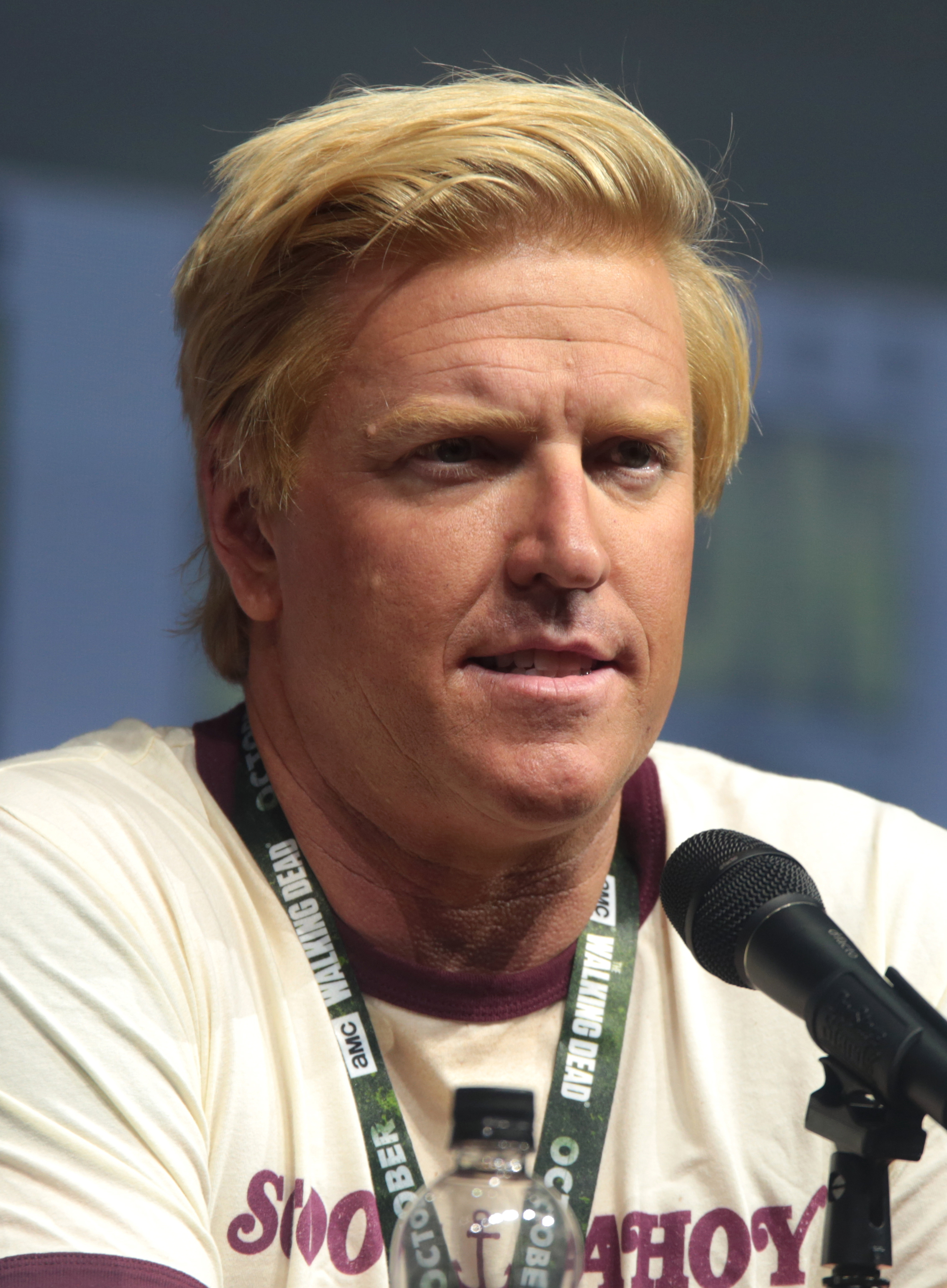
Jake Busey

## Produzione

### Sviluppo
Il 25 ottobre 2017, venne riferito che era in sviluppo uno spin-off televisivo dei film di Bad Boys, basato su Sydney "Syd" Burnett, personaggio apparso in Bad Boys II. L'episodio pilota doveva essere scritto da Brandon Margolis e Brandon Sonnier, con i due e Jerry Bruckheimer, Jonathan Littman, KristieAnne Reed, Jeff Gaspin e Jeff Morrone alla produzione esecutiva. Le case di produzione coinvolte sono la Sony Pictures Television, la Jerry Bruckheimer Television e la 2.0 Entertainment.
Il 31 ottobre 2017, venne annunciato che la NBC aveva intenzione di produrre l'episodio pilota. Il 18 gennaio 2018, l'episodio venne ordinato ufficialmente e che sarebbe stato diretto da Anton Cropper. Il 12 aprile 2018, venne annunciato che il pilota in precedenza senza titolo era stato intitolato L.A.'s Finest. L'11 maggio 2018, venne riferito che la NBC aveva scartato l'episodio e rifiutato di riprendere la produzione in serie. I produttori della serie, decisero di vendere la serie ad altre reti.
Il 17 maggio 2018, venne annunciato che la Sony Pictures Television era in trattative preliminari con la Charter Communications in merito a un accordo per l'acquisto della serie. Alla fine del mese, i colloqui erano progrediti fino a negoziati seri. Il 26 giugno 2018, fu annunciato che Charter Communications aveva dato alla produzione un ordine di serie per una prima stagione composta da 13 episodi. Il 13 giugno 2019, la serie venne rinnovata per una seconda stagione, che fu pubblicata il 9 settembre 2020. Il 14 ottobre 2020, la serie fu cancellata dopo due stagioni prodotte.

### Casting
Insieme all'annuncio dello sviluppo della serie, venne confermato che Gabrielle Union avrebbe ripreso il ruolo di Sydney "Syd" Burnett, già interpretato in Bad Boys II. Il 29 gennaio 2018, fu annunciato che Ernie Hudson era stato scelto per un ruolo regolare nella serie. Il 15 febbraio 2018, venne riferito che Zach Gilford e Duane Martin si erano uniti al cast principale. Nel marzo 2018, venne annunciato che Jessica Alba, Ryan McPartlin e Zach McGowan avrebbero recitato nella serie. Nel settembre 2018, venne riferito che Sophie Reynolds era stata scelta per un ruolo regolare nella serie e che Barry Sloane sarebbe apparso in un ruolo ricorrente. L'11 gennaio 2019, fu annunciato che Jake Busey si era unito al cast in un ruolo ricorrente.

### Riprese
Le riprese dell'episodio pilota iniziarono nel mese di aprile del 2018 a Los Angeles.
Il 21 febbraio 2019, il produttore esecutivo e showrunner Brandon Sonnier è stato gravemente ferito durante le riprese di un'acrobazia al Porto di Los Angeles, quando il veicolo si è schiantato accidentalmente nell'area del video village del set. Brandon Margolis ha riportato ferite lievi.

## Promozione
Il 7 febbraio 2019, venne pubblicato il trailer ufficiale della serie.

## Distribuzione
Il 7 febbraio 2019, venne annunciato durante l'annuale rassegna stampa invernale della Television Critics Association che la serie avrebbe debuttato il 13 maggio 2019 con l'uscita dei primi 3 episodi. Gli episodi rimanenti sarebbero stati rilasciati il lunedì successivo alla trasmissione accessibile attraverso i loro set-top box, insieme alle applicazioni per iOS, Apple TV e Roku. L.A.'s Finest è la prima serie televisiva originale prodotta da Spectrum.
In Italia, la stagione andrà in onda dal 9 novembre 2020 su Fox.

## Accoglienza

### Critica
La serie è stata accolta negativamente dalla critica. Sull'aggregatore di recensioni Rotten Tomatoes ha un indice di gradimento dell'11% con un voto medio di 4,46 su 10, basato su 9 recensioni. Su Metacritic, invece ha un punteggio di 46 su 100, basato su 6 recensioni.
Ben Travers di IndieWire, scrive: "Ognuno può trovare un altro spettacolo esattamente come questo su Fox o altre reti di trasmissione, USA o altri canali via cavo, e persino servizi di streaming. Non hanno bisogno di Spectrum per questo tipo di spettacolo, e questo spettacolo specifico non fa molto per farlo sentire assolutamente necessario".
Dave Nemetz di TVLine, definisce la serie "un pasticcio rumoroso, stupido, di un dramma poliziesco, pieno di battute volgari e trame incoerenti.

## Premi e riconoscimenti
Teen Choice Awards 2019
- Miglior attrice in una serie televisiva d'azione a Gabrielle Union[40]
- Candidatura per la Miglior attrice in una serie televisiva d'azione a Jessica Alba[40]